# Thomas Norgreen
Thomas Norgreen Nielsen (født 8. juli 1999 i Roskilde) er en dansk børneskuespiller som kommer fra Ølby ved Køge, og som spillede hovedrollen som drengen Ludvig i TV2's tv-julekalender Ludvig og julemanden. Året før havde han rollen som Bølle Bob i filmen Bølle Bob - Alle tiders helt.

## Filmografi
- Bølle Bob - Alle tiders helt (2010)

### Tv-serier
- Ludvig & Julemanden (2011) – TV2 julekalender
- Hjørdis (2015)-TV2